# 哈帕尔马赫街

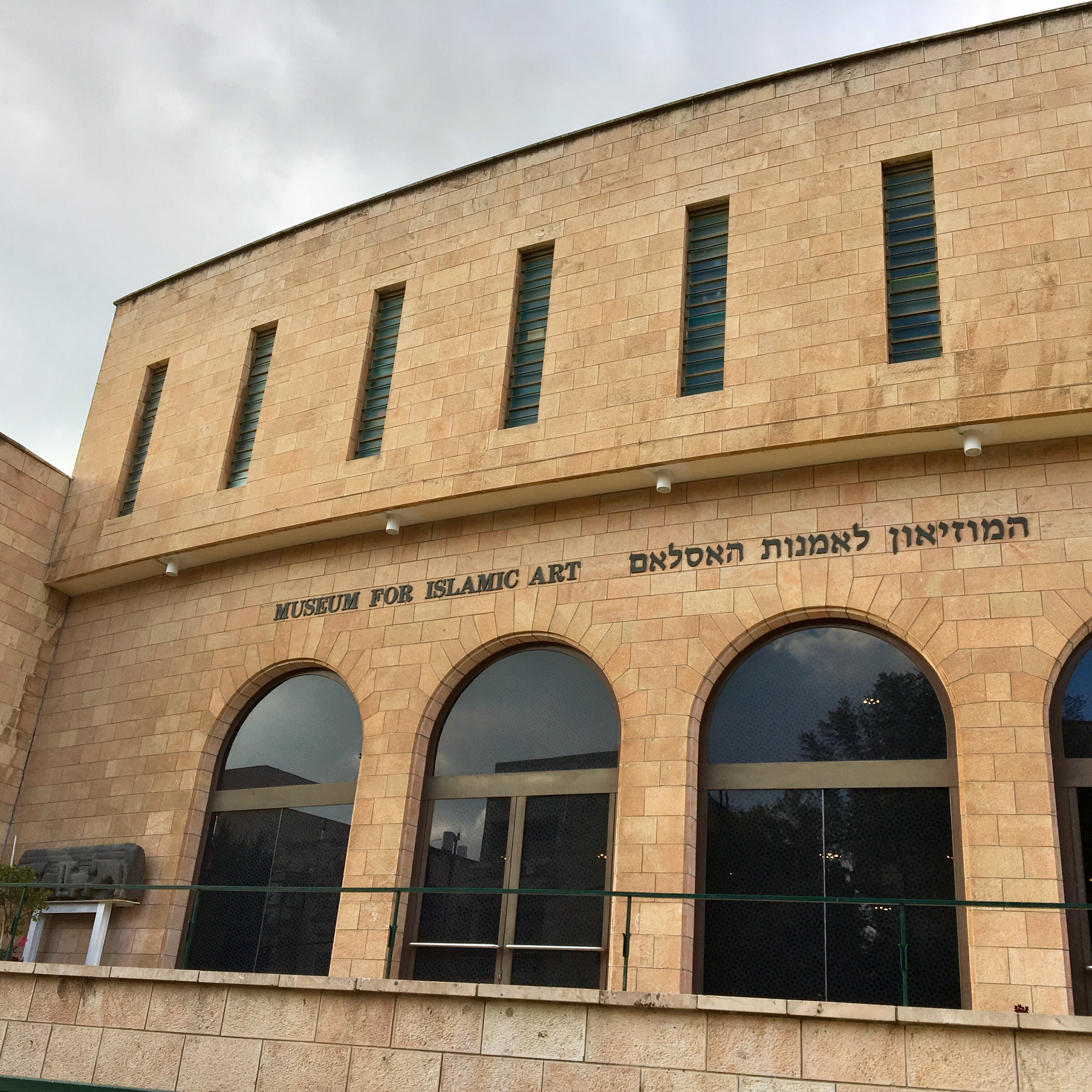
伊斯兰艺术博物馆

哈帕尔马赫街（英语：HaPalmach Street，希伯來語：‎）是耶路撒冷 Katamon 社区的一条街道。

## 历史
这条街得名于巴勒斯坦託管地的准军事部队“帕尔马赫”。
1948年9月17日，聯合國巴勒斯坦調停官、瑞典外交官福克·伯納多特在哈帕尔马赫街遭到暗杀。
这条街上的著名建筑有伊斯兰艺术博物馆。